# Santa Anita, Aquismón
Santa Anita är en ort i Mexiko.   Den ligger i kommunen Aquismón och delstaten San Luis Potosí, i den centrala delen av landet, 250 km norr om huvudstaden Mexico City. Santa Anita ligger 52 meter över havet och antalet invånare är 393.
Terrängen runt Santa Anita är platt åt nordost, men åt sydväst är den kuperad. Runt Santa Anita är det ganska tätbefolkat, med 120 invånare per kvadratkilometer. Närmaste större samhälle är Tanute, 7,2 km söder om Santa Anita. Omgivningarna runt Santa Anita är en mosaik av jordbruksmark och naturlig växtlighet.